# The Singles (Clash)
The Singles är ett samlingsalbum av punkbandet The Clash som släpptes 1991. Det innehåller samtliga gruppens singlar, förutom "This Is England".

## Låtlista
1. "White Riot" - 1:59
2. "Remote Control" - 3:02
3. "Complete Control" - 3:14
4. "Clash City Rockers" - 3:49
5. "(White Man) In Hammersmith Palais" - 4:01
6. "Tommy Gun" - 3:16
7. "English Civil War" - 2:37
8. "I Fought the Law" - 2:41
9. "London Calling" - 3:21
10. "Train in Vain" - 3:11
11. "Bankrobber" - 4:35
12. "The Call Up" - 5:26
13. "Hitsville U.K." - 4:23
14. "The Magnificent Seven" - 4:29
15. "This Is Radio Clash" - 4:11
16. "Know Your Rights" - 3:41
17. "Rock the Casbah" - 3:43
18. "Should I Stay or Should I Go" - 3:07